# Autoretrat

Albrecht Dürer: Autoretrat, 1498, oli, 52 x 41 cm. Museu del Prado Madrid.

Un autoretrat és un retrat d'un artista, dibuixat, pintat, fotografiat o esculpit per ell mateix. Si en el retrat parlem d'una acció transitiva, en l'autoretrat l'acció és reflexiva, ja que artista i subjecte s'identifiquen. Per bé que els autoretrats s'han produït des de bell antuvi, no és fins al primer Renaixement (mitjans segle xv) quan els artistes es representen a ells mateixos tant com el protagonista o un personatge destacat de les seves obres, en concordança amb un augment de la riquesa econòmica i de l'interès per l'individu. Amb l'arribada de miralls millors i més barats i de la pintura sobre taula, molts artistes van intentar diverses formes d'autoretrat. El Retrat d'un home amb turbant de Jan van Eyck (1433) és considerat el primer autoretrat sobre taula. Van Eyck va pintar també un retrat de la seva esposa, i era un pintor que pertanyia a una classe social que havia començat a encarregar retrats, una pràctica que llavors ja era més habitual a la societat holandesa que no pas al sud dels Alps.
L'autoretrat es pot realitzar emprant múltiples tècniques artístiques més enllà de la pintura: el dibuix i el gravat han estat tècniques habituals en aquest gènere. Una selfie és un tipus d'autoretrat fotogràfic fet amb un intel·lífon. Tanmateix, qualsevol artefacte de creació pròpia reflecteix com és el seu autor. És a dir, ens emmirallem en les nostres creacions perquè són un mirall del nostre esforç i millors qualitats. És per això que tot el que creem, pot arribar a ser considerat un autoretrat.

## Funcions
Històricament, l'autoretrat s'ha entès com un símbol de permanència, arrossegat per la intrínseca por humana a restar en l'oblit. Així i tot, aquest fet engloba una necessitat més complexa. A partir del Renaixement, els artistes instauren una nova tradició que fomenta la creació d'obres representant-se pintant, dignificant la seva feina. Un bon exemple són "Las Meninas" de Diego Velázquez (1656). Aquest quadre és especialment significatiu, ja que es produeix una inversió de rols entre mecenes i artistes. Qui ens mira com a autèntic sobirà és el mateix pintor. Altres maneres d'abordar l'autoretrat, poden ser com un exercici pràctic d'anatomia humana. A través de la repetició de la pròpia imatge es busca un perfeccionament de la tècnica del retrat. D'altra banda, se sol utilitzar per iniciar una exploració al món interior del subjecte, per tal que les seves inquietuds, desitjos i pors aflorin a l'exterior. D'aquesta manera, la part narcisista que relegada a un costat, per deixar pas un espai de construcció i de-construcció constant de la identitat. Es pretén treballar amb els límits del que mostrem i amaguem, el que és públic i privat. Per això, aquests tipus d'autoretrats poden ser anomenats com a psicològics perquè treballen a materialitzar en una imatge els nostres pensaments i emocions. La opció de conèixer com és cadascú, facilita l'acceptació i lluita contra els cànons de bellesa establerts.

## Tipus d'autoretrat

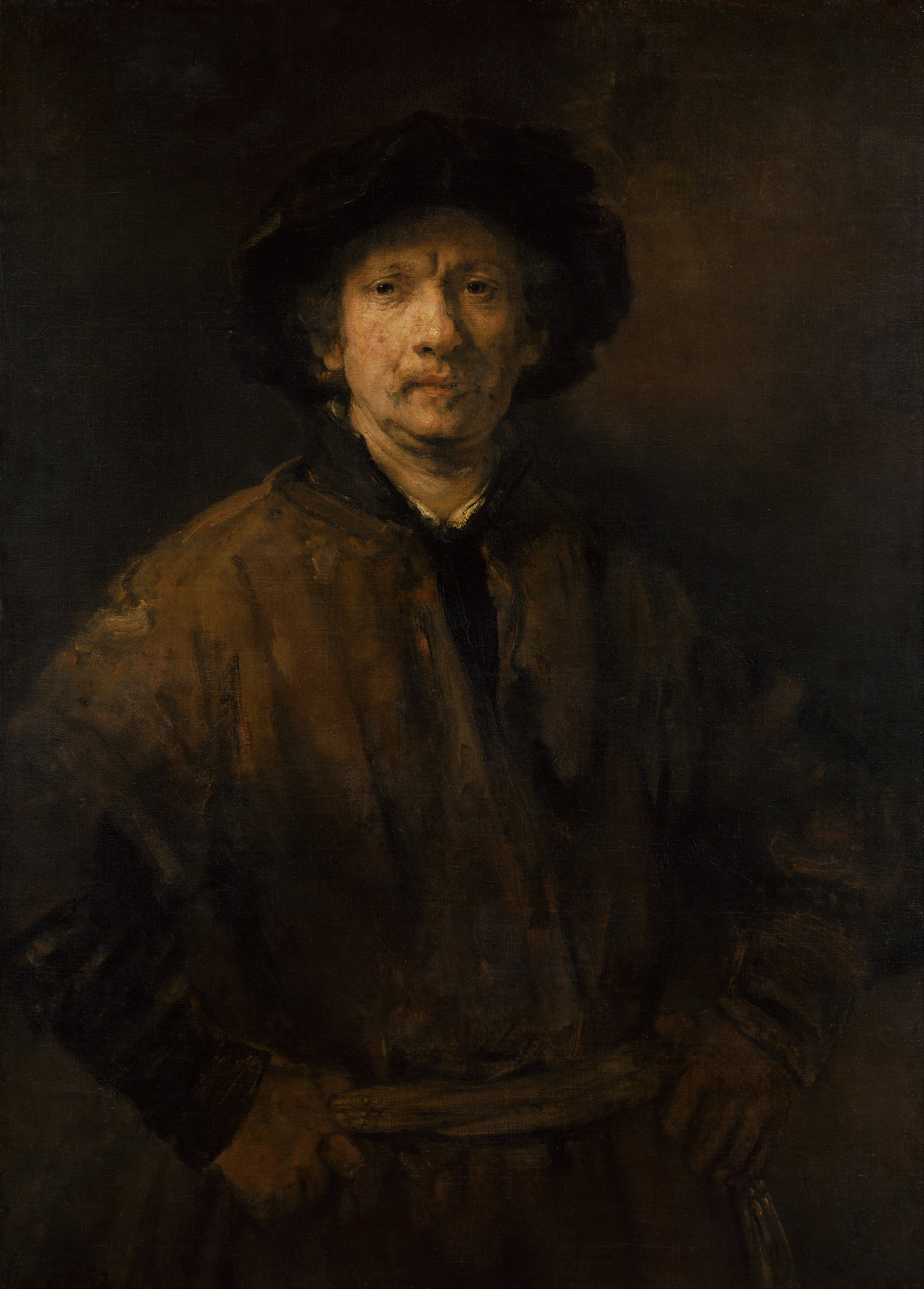
Rembrandt: Autoretrat, 1652,

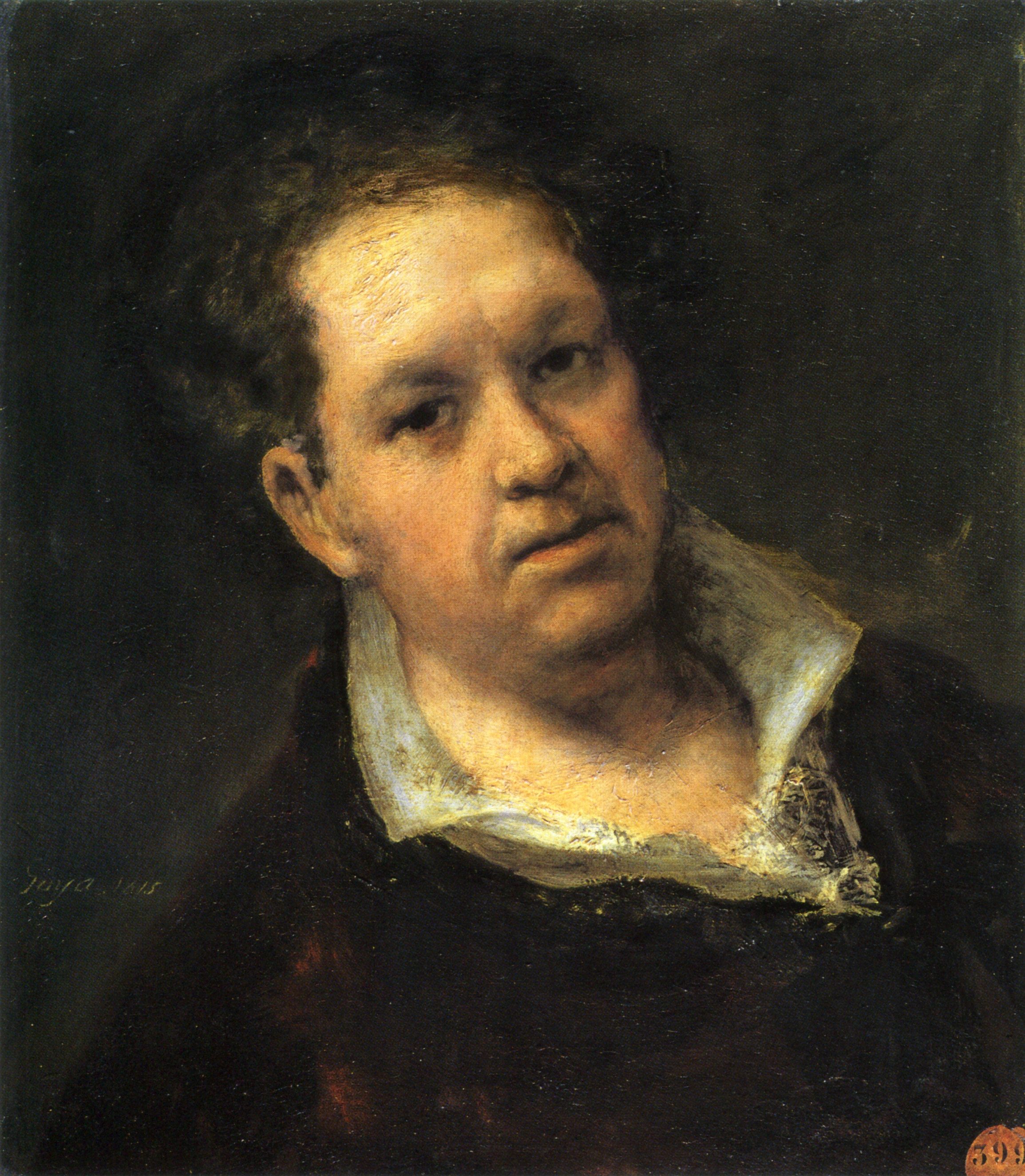
Francisco de Goya: Autoretrat, 1815, oli, 51 x 46 cm. Museo de la Real Academia de San Fernando, Madrid.

Un autoretrat pot ser un retrat de l'artista, o un retrat inclòs en una obra més gran, sovint inclòs en un retrat de grup. Molts artistes han inclòs retrats de persones concretes (els mecenes), fins i tot d'ells mateixos, en pintures religioses o altres tipus de composicions. Aquestes pintures no tenien la intenció final de representar pròpiament les persones implicades, però d'aquesta manera es generava un diàleg entre l'artista i el mecenes, i també es posava a prova públicament l'habilitat de l'artista.
En els exemples més antics d'autoretrats medievals i renaixentistes, les escenes històriques, mitològiques (ja fos de la Bíblia o de la literatura clàssica) s'elaboraven emprant una sèrie de persones reals com a models, i sovint s'incloïa l'artista, donant a l'obra una funció afegida de retrat, autoretrat i pintura històrica. En aquestes obres, normalment l'artista apareix com una cara entre un grup, sovint cap als laterals o cantonades de la peça i darrere el protagonista. El retrat dels quatre filòsofs de Peter Paul Rubens (1611-12) és un bon exemple. Això arribà al punt culminant al segle xvii, amb l'obra de Jan de Bray.
En el famós retrat del matrimoni Arnolfini (1434), Jan van Eyck és probablement una de les dues figures que es veuen reflectides en un mirall, essent aquest un recurs sorprenentment modern. Aquesta pintura de van Eyck podia haver inspirat Diego Velázquez per representar-se a ell mateix com el pintor que estava elaborant Las Meninas (1656), ja que l'obra del pintor flamenc estava al palau reial de Madrid mentre ell hi treballà. El recurs de Velázquez fou un nou punt de modernitat, ja que es representà de cos sencer, dempeus i situat prop de la família reial, que suposadament eren els protagonistes de la pintura, tot reafirmant-se com a pintor.
L'autoretrat d'Albrecht Dürer com un infant de 13 anys (1484) pot ser un dels primers autoretrats d'infantesa que es conserven. En obres posteriors apareix representat com un mercader al fons d'escenes de temàtica bíblica o també com el Crist. Per la seva banda, Leonardo da Vinci podria haver dibuixat un autoretrat d'ell mateix quan tenia uns 60 anys, al voltant de 1512. Aquesta obra sovint s'ha considerat com una imatge de l'aspecte de Leonardo, tot i que no es té l'absoluta certesa que sigui el seu autoretrat.
Al segle xvii, Rembrandt va pintar una sèrie d'autoretrats. El retorn del fill pròdig a la taverna (al voltant de 1637) és un dels seus primers autoretrats amb la família, ja que l'obra probablement inclou Saskia, la seva esposa. A més, aquesta obra és una de les primeres representacions d'un membre de la família d'un artista. Els retrats de família o de grup, incloent la representació de l'artista, esdevingueren més comuns a partir del segle xvii.
Els autors escollits en aquesta galeria són tots gravadors i, per tant, tenen una especial habilitat en el dibuix, perquè estan acostumats a representar preveient la inversió que es produeix en l'estampació. En fer-se l'autoretrat, de ben segur, s'estaven observant en un mirall que els retornava la imatge invertida; ells disposaven de l'habilitat de tornar a invertir la imatge en representar-la damunt de la tela. Aspecte que molts artistes no preveuen quan realitzen un autoretrat.

### Dones artistes
Les artistes són unes importants productores d'autoretrats. Pràcticament totes les pintores destacades han deixat autoretrats seus, com per exemple Caterina van Hemessen, Elisabeth Vigée-Lebrun, Frida Kahlo, Alice Nee, Paula Modersohn-Becker o Jenny Saville, qui es va autoretratar nua. Vigée-Lebrun va elaborar un total de 37 autoretrats, molts dels quals són còpies d'obres més primerenques, elaborats per ésser venuts. Fins al segle xx, les dones difícilment es podien formar en dibuix del natural (nu), i els resultava difícil pintar grans composicions amb diverses figures.Per tant, el retrat era una especialització comú entre elles. Fins al segle xix, sovint es representaven a elles mateixes en el gest de pintar, o almenys sostenint la paleta i el pinzell.

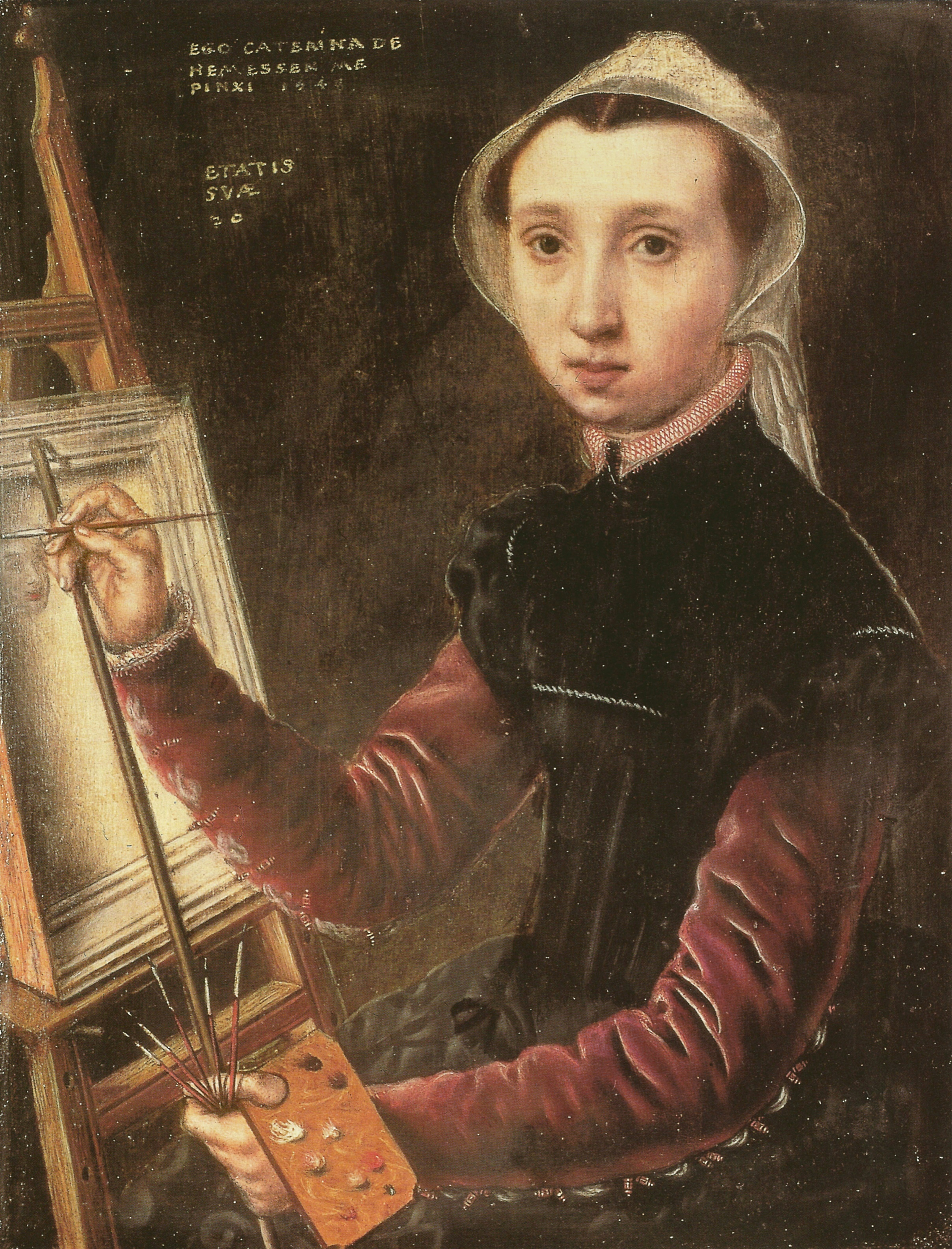
Autoretrat de Caterina van Hemessen (1548), potser l'autoretrat més antic d'una dona artista elaborat a l'oli.
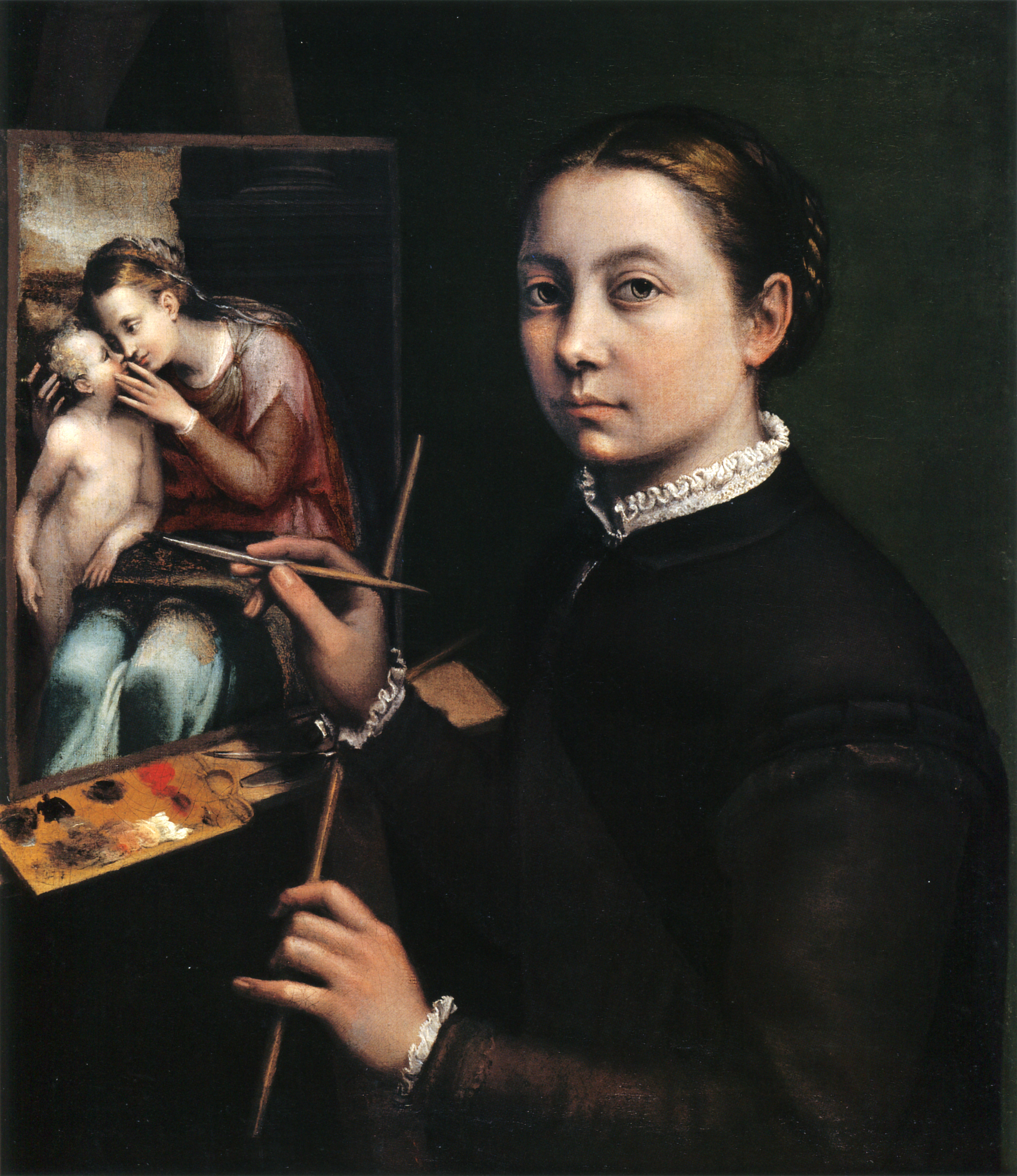
Sofonisba Anguissola (1532 - 1625 aprox.) de Cremona va servir com a pintora de la cort d'Isabel de Valois, i va elaborar diversos autoretrats i imatges de la seva família. L'obra és de 1556 aprox.
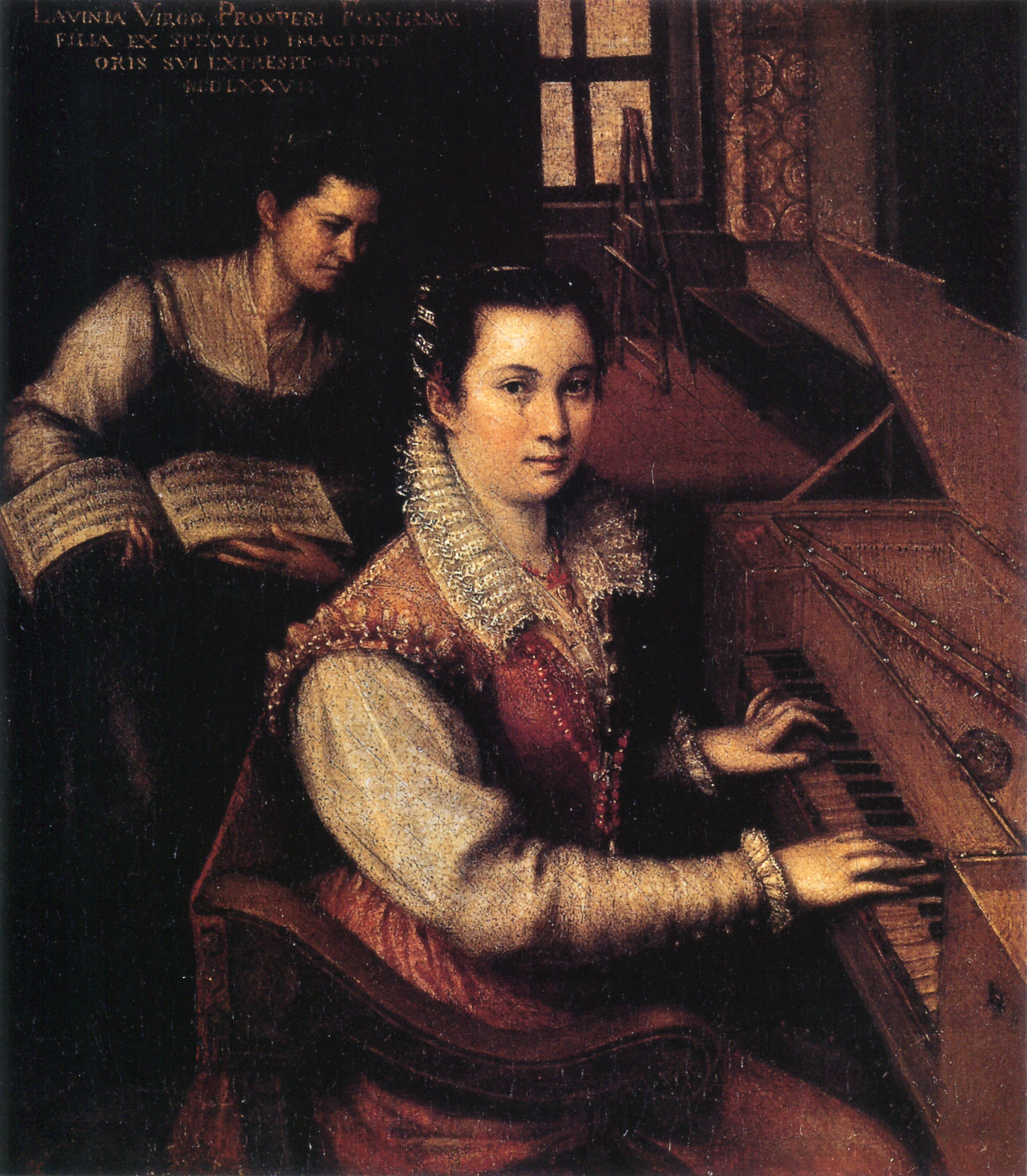
Lavinia Fontana (1577). Nascuda a Bolonya, era la filla de Prospero Fontana, pintor de l'Escola de Bolonya.
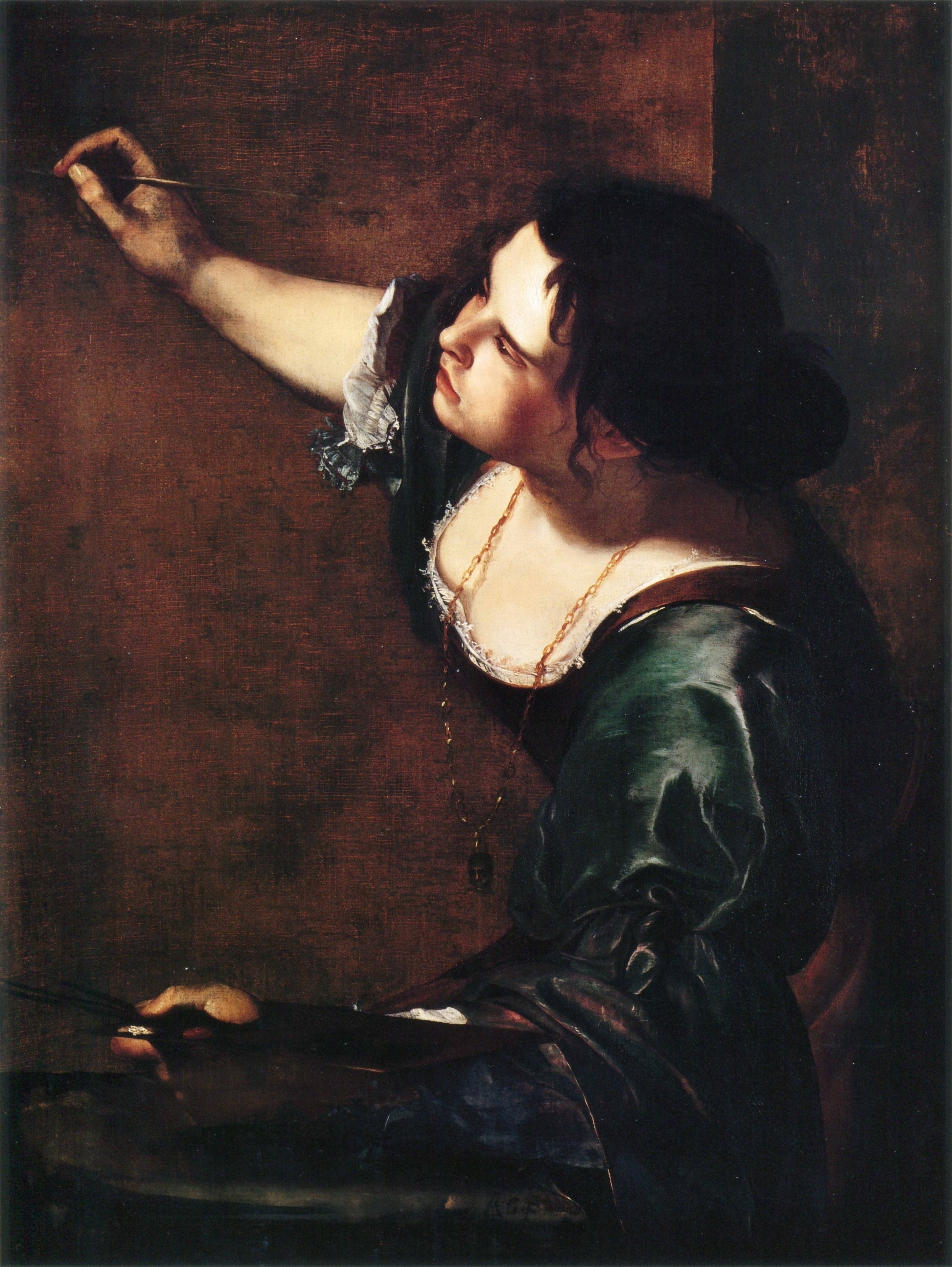
Artemisia Gentileschi, Autoretrat com l'al·legoria de la pintura (1630 aprox.). destaca la màniga arromangada del braç amb el que sosté el pinzell.
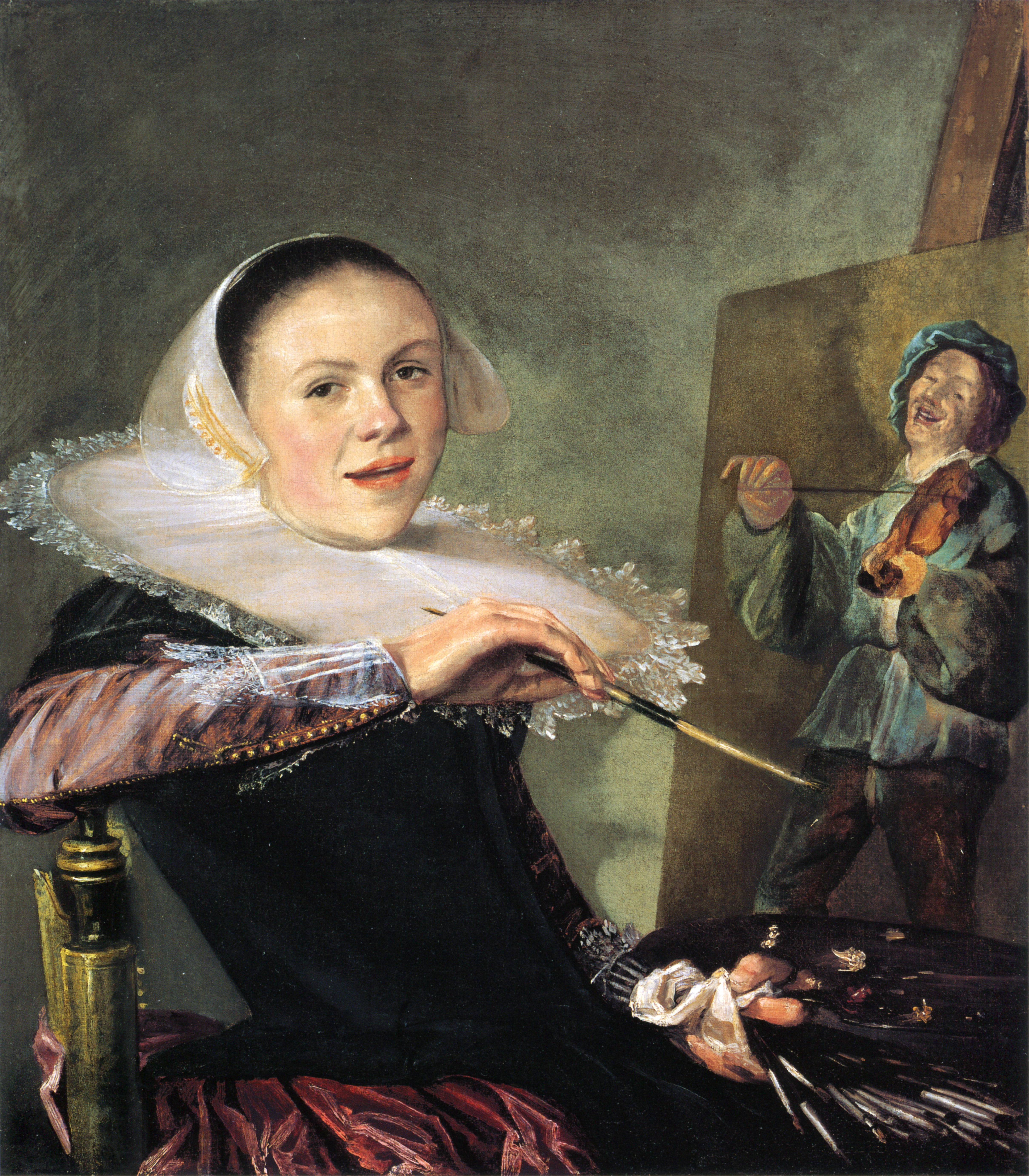
Judith Leyster era una pintora de gènere. L'obra és de 1630, i es considera que es conserven entre 20 i 35 obres seves.
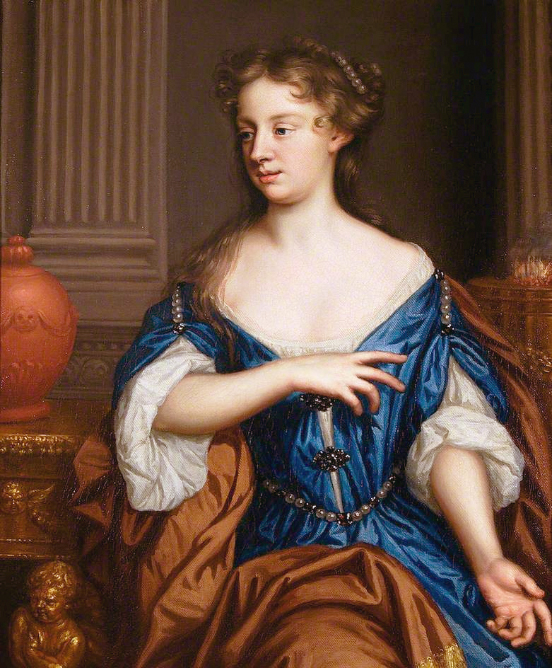
Mary Beale, Autoretrat, (1675-1860 aprox.). Fou una de les pintores del segle xvii més importants d'Anglaterra, i sovint s'ha descrit com la primera pintora professional d'Anglaterra.
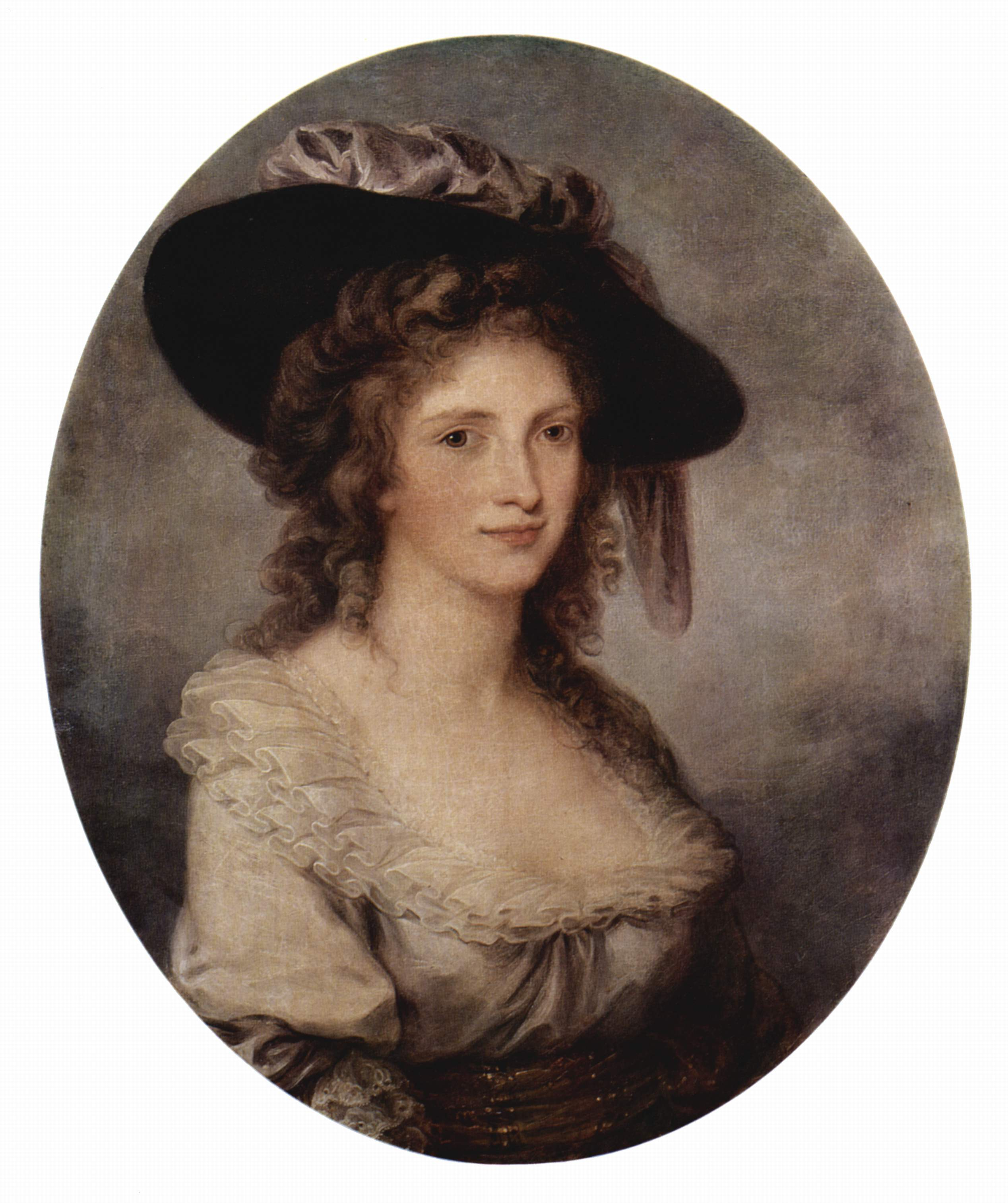
Angelica Kauffmann, autoretrat, 1780-1785, una pintora molt prolífica, mantingué bona amistat amb Sir Joshua Reynolds.
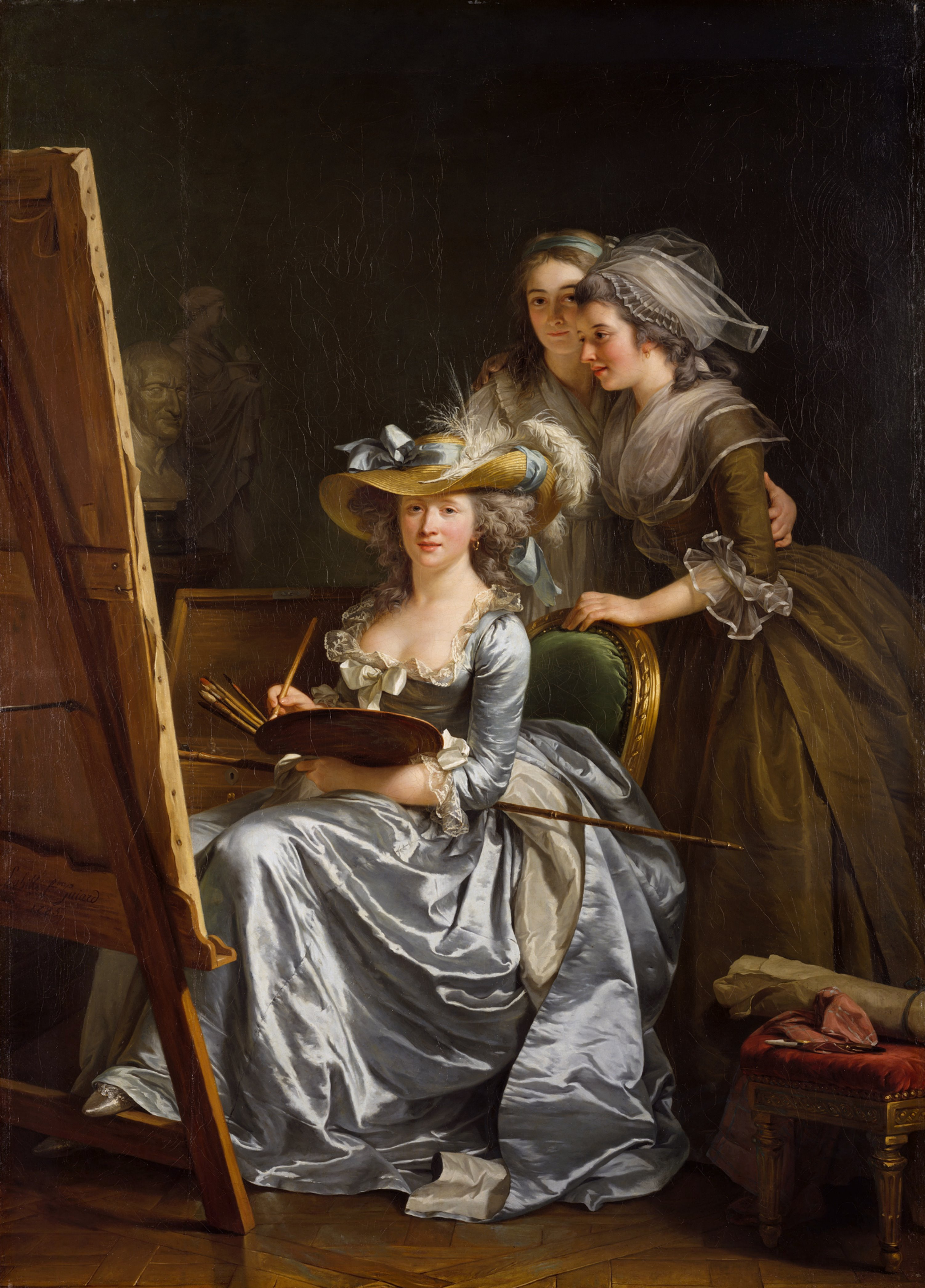
Adelaide Labille-Guiard, 1785, amb dos alumnes. Vista subjectiva del pintor treballant. és possible que les dones pintores realment treballessin amb aquesta vestimenta.
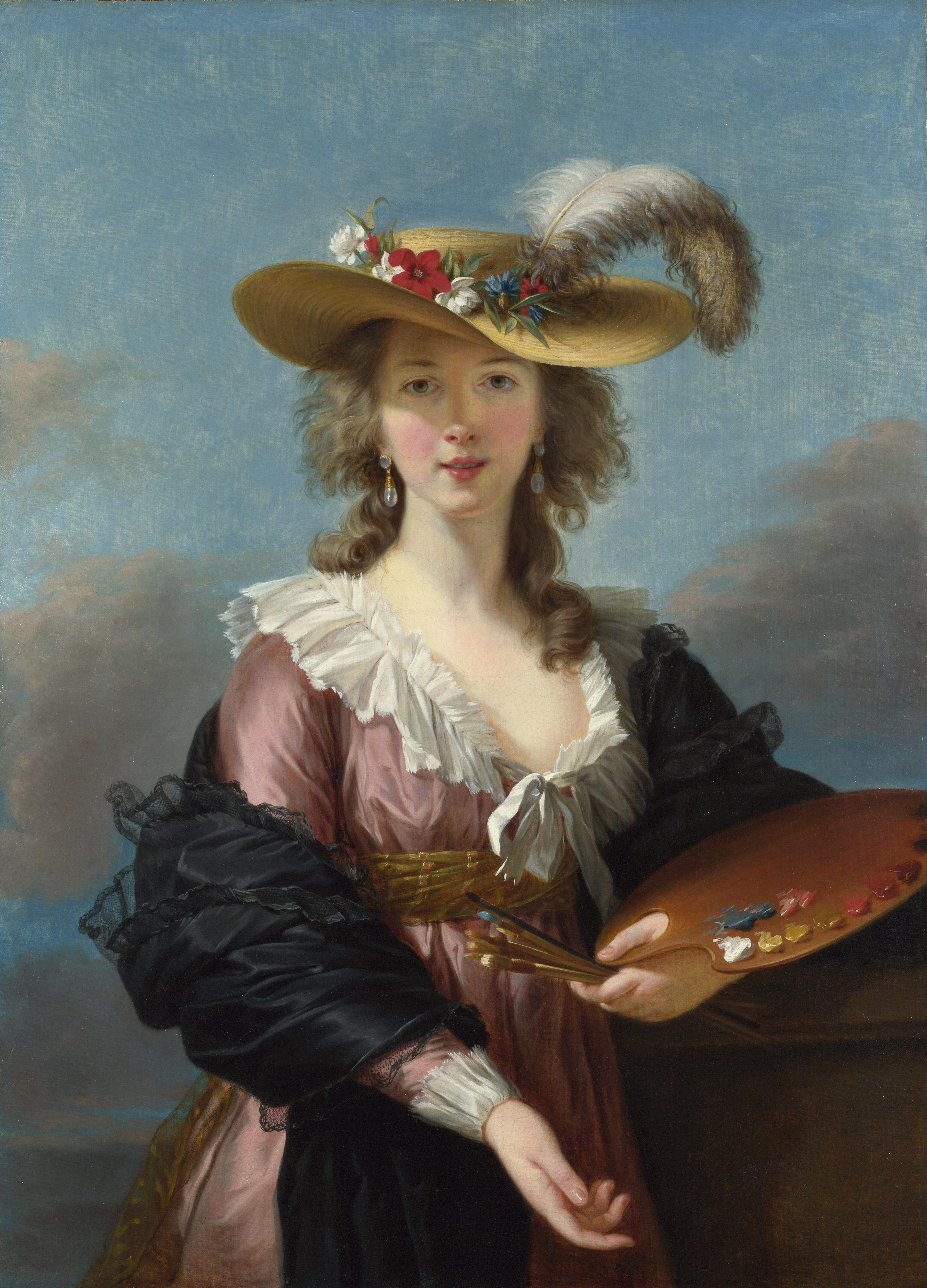
Élisabeth Vigée-Lebrun va pintar diversos autoretrats amb força èxit als Salons de París, i va ser molt influencial en iniciar un estil de moda informal a la darreria de l'Antic Règim. En aquest autoretrat tenia 22 anys (1782).
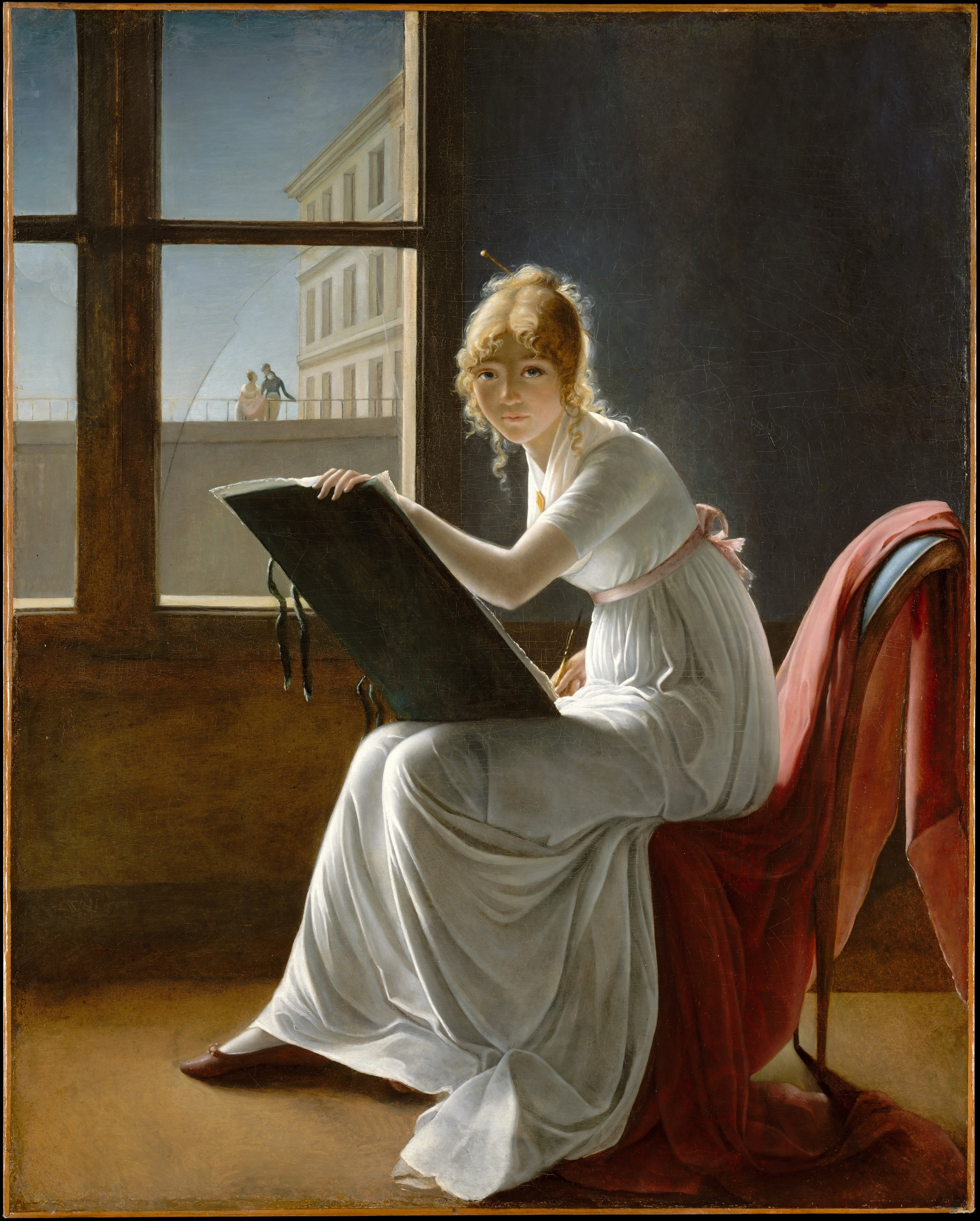
Marie-Denise Villers, Dones joves dibuixant (1801). Aquest és considerat el seu autoretrat i la seva millor obra. Originalment estava atribuïda a Jacques-Louis David.
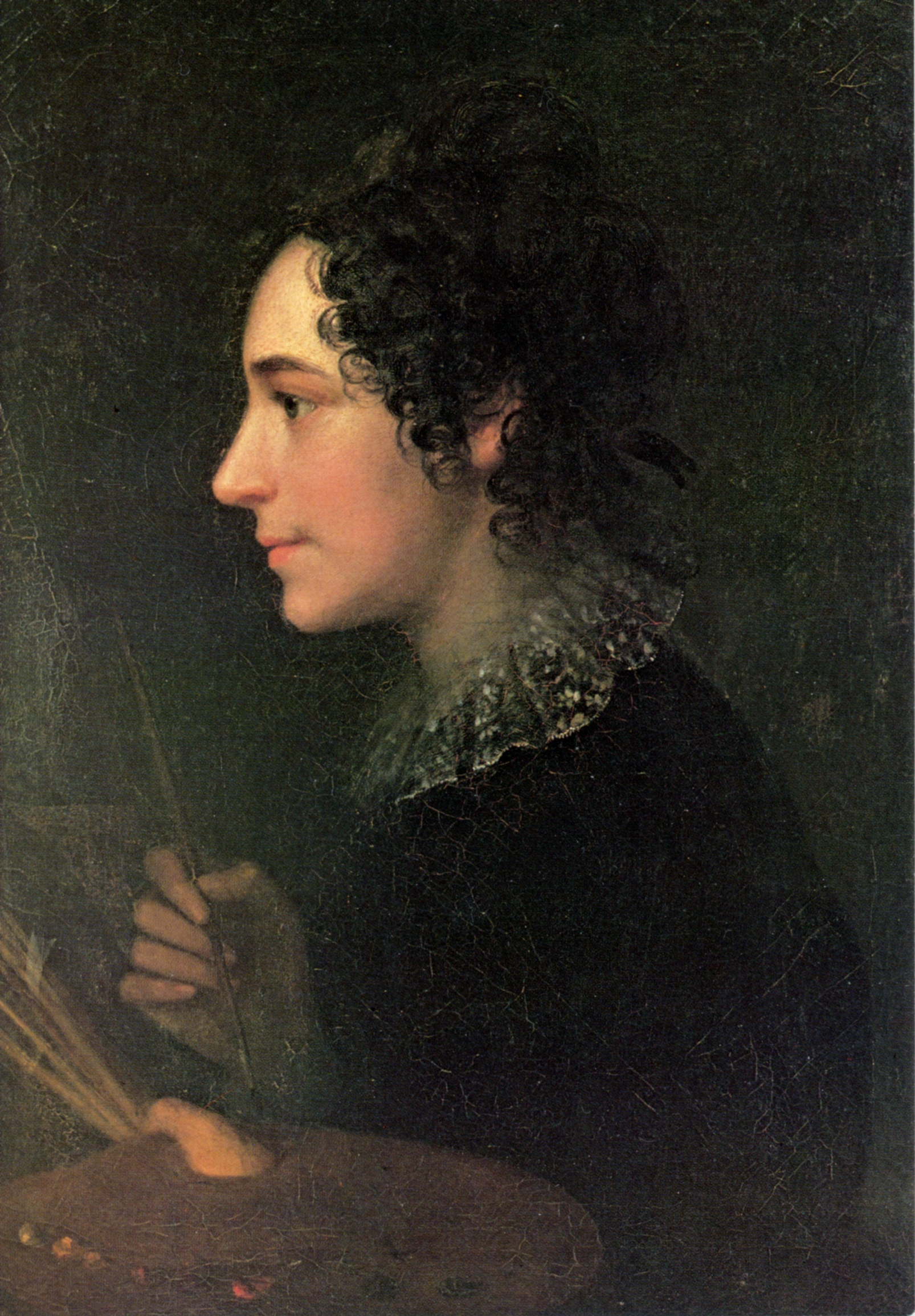
Marie Ellenrieder, autoretrat (1819). Una artista alemanya religiosa, fou la primera dona a entrar a l'acadèmia de Múnic.
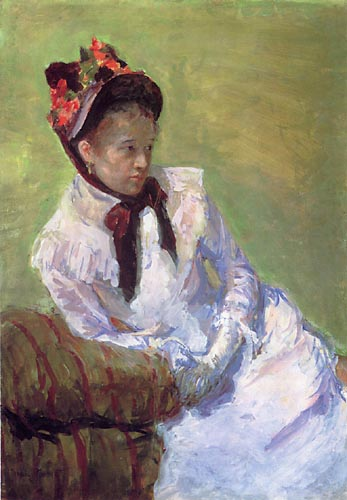
Mary Cassatt era una artista americana que es va especialitzar a elaborar retrats de dones i infants. Aquesta obra és de 1878.
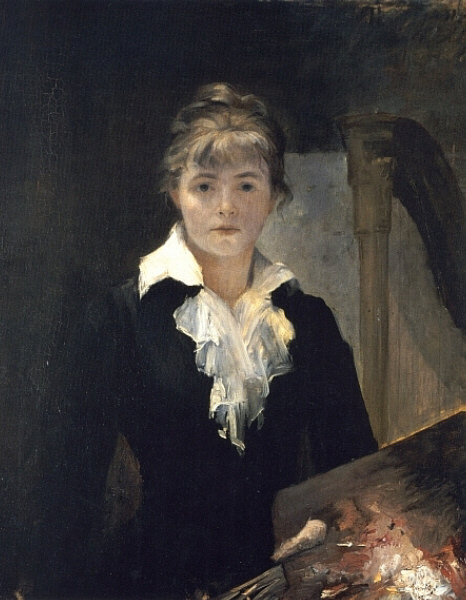
Marie Bashkirtseff autoretrat (1880). Artista russa, morí als 25 anys i moltes de les seves obres foren destruïdes durant la Segona Guerra Mundial.
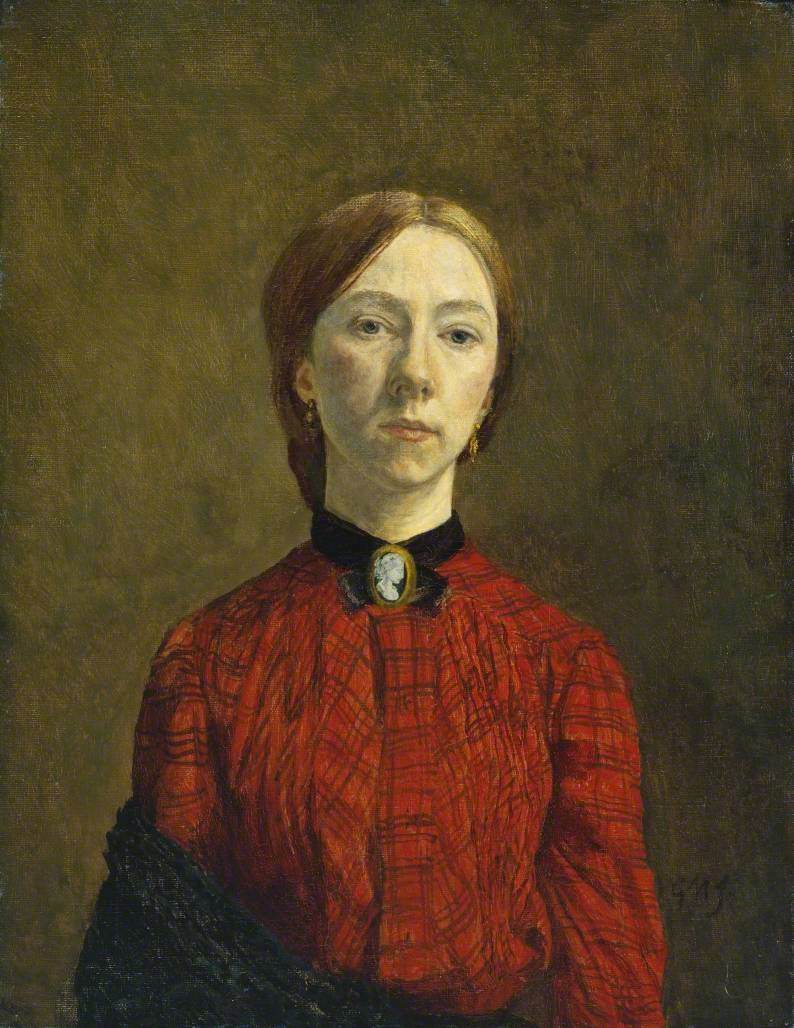
Gwen John (1902) també pintà retrats de dones i infants.
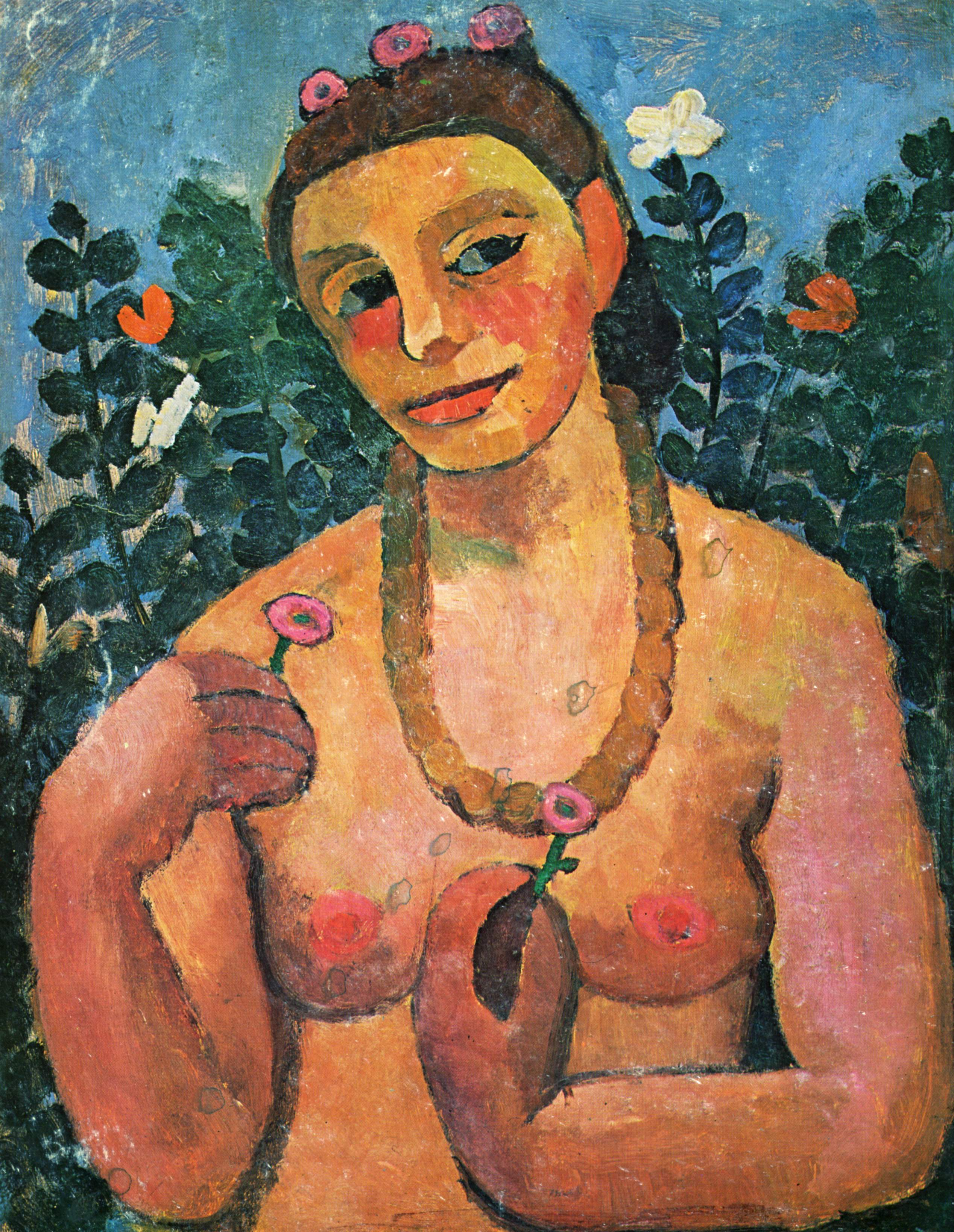
Paula Modersohn-Becker (1906), era una pintora alemanya, i una de les representants més destacades de l'expressionisme primerenc.
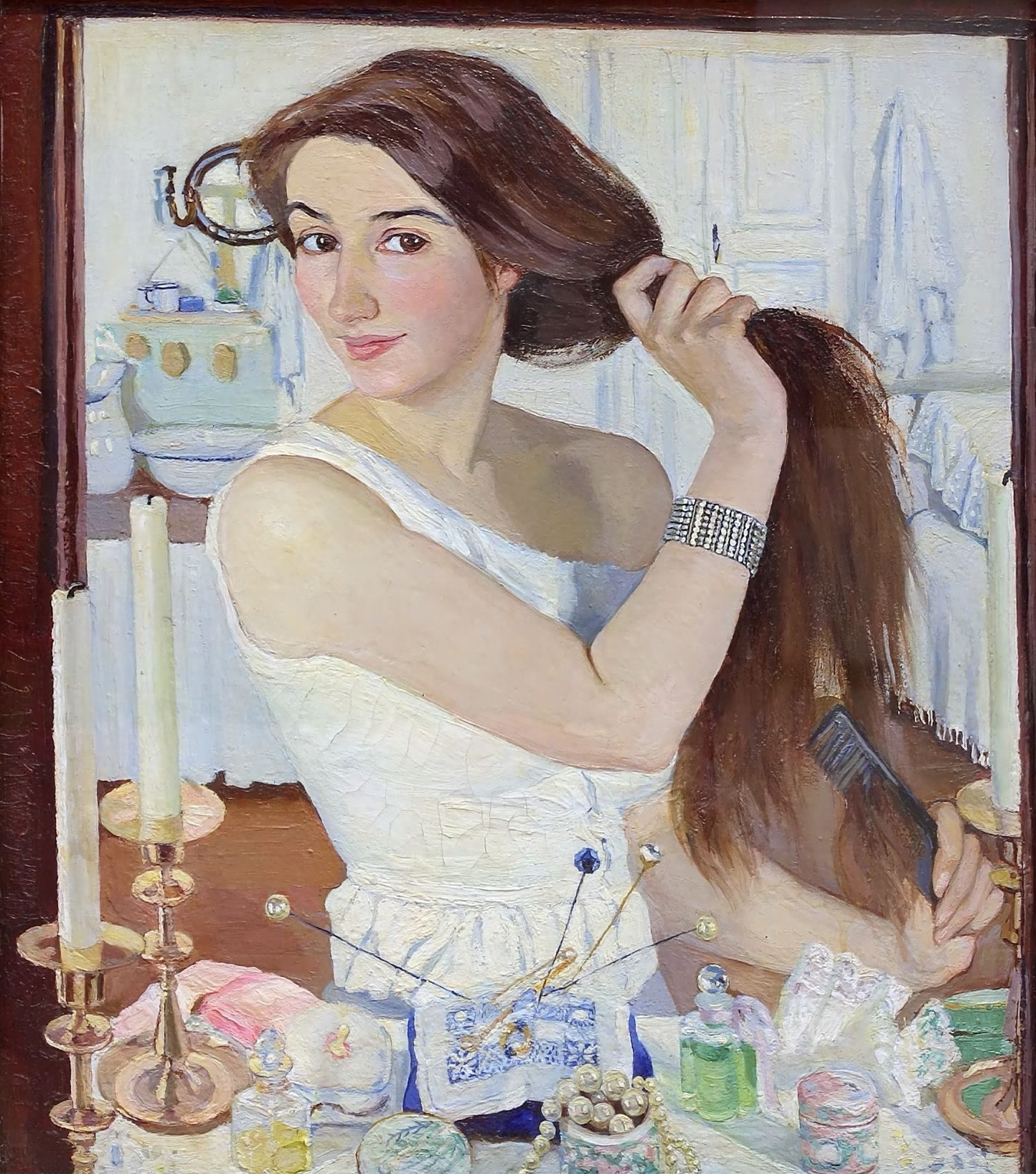
Zinaida Serebriakova, Al tocador (1909), fou una de les primeres pintores russes reconegudes.
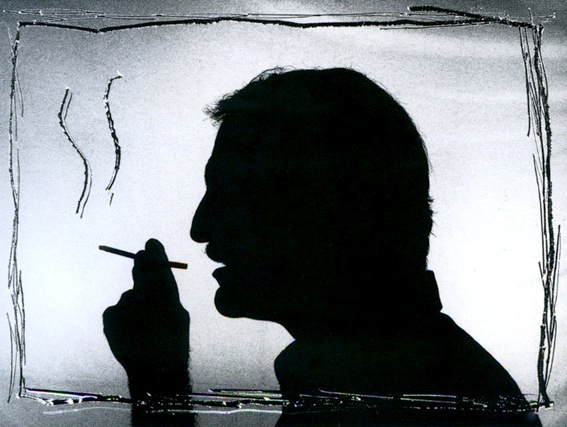
Augusto De Luca, autoretrat (fotografiat 2000).